# Земцы (Псковская область)
Земцы — деревня в Бережанской волости Островского района Псковской области.
Расположена на автодороге М20, в 11 км к югу от центра города Остров.
Численность населения деревни по состоянию на 2000 год составляла 9 жителей.